# Хосе Мануел Хурадо
Хосѐ Мануѐл Хура̀до Марѝн (на испански: José Manuel Jurado Marín, роден на 29 юни 1986 г. в Санлукар де Барамеда, Испания) е испански футболист, собственост на Атлетико Мадрид.
Може да играе отзад нападателите или на лявото крило. Добър плеймейкър е и има отлични дрибльорски качества. 

## Кариера
Хурадо е продукт на школата на Реал Мадрид. Ставайки основна фигура в Реал Мадрид Кастиля и дебютирайки на 29 октомври 2005 г. срещу Реал Бетис завършвайки 2-0. Но мачовете му за Реал са малко.
На 4 август 2006 г. Хурадо се премества в Атлетико Мадрид за сума от 3 м. евро, подписвайки 4-ри годишен договор. След добрите изяви през сезон 2006/07 поради контузиите на основни играчи, Хурадо изпада в неведение през следващия сезон и през сезон 2008/09 е под наем за РКД Майорка.
През сезон 2009/10 Хурадо се завръща при Атлетико.

### Национална Кариера
Хурадо е представлявал всички браншове на младежкия национален отбор на Испания.

## Статистика
| Сезон   | Клуб            | Лига    | М   | Г  | А  |
| ------- | --------------- | ------- | --- | -- | -- |
| 2005/06 | Реал Мадрид     | Ла Лига | 3   | 0  | 0  |
| 2006/07 | Атлетико Мадрид | Ла Лига | 33  | 0  | 4  |
| 2007/08 | Атлетико Мадрид | Ла Лига | 16  | 2  | 1  |
| 2008/09 | РКД Майорка     | Ла Лига | 35  | 9  | 10 |
| 2009/10 | Атлетико Мадрид | Ла Лига | 17  | 4  | 1  |
| Общо    | Общо            | Общо    | 101 | 15 | 16 |